# Campeonato de España de Ciclismo en Ruta 1926
El XXVI Campeonato de España de Ciclismo en Ruta se disputó en Sevilla el 26 de septiembre de 1926 sobre un recorrido de 100 kilómetros.
El ganador de la prueba fue el catalán José Saura, que se impuso en el sprint después de la descalificación de Telmo García por haber recibido ayuda en la carretera. Telmo García. Francisco Cepeda completaron el podio.

## Clasificación final
| Pos. | Ciclista              | Equipo | Tiempo    |
| ---- | --------------------- | ------ | --------- |
| -    | Telmo García          | -      | DSQ       |
| 1.   | José Saura            | -      | 3h 00'28" |
| 2.   | Juan Bautista Llorens | -      | m.t.      |
| 3.   | Ricardo Montero       | -      | m.t.      |
| 4.   | Miguel López          | -      | m.t.      |
| 5.   | Manuel Lucas          | -      | m.t.      |
| 6.   | Víctor Rojo           | -      | m.t.      |
| 7.   | Antonio Alberico      | -      | m.t.      |
| 8.   | Luis Márquez          | -      | m.t.      |
| 9.   | Antonio Romeral       | -      | m.t.      |
| 10.  | Marcial Martín        | -      | m.t.      |